# Frohsinn Männerchor Chile

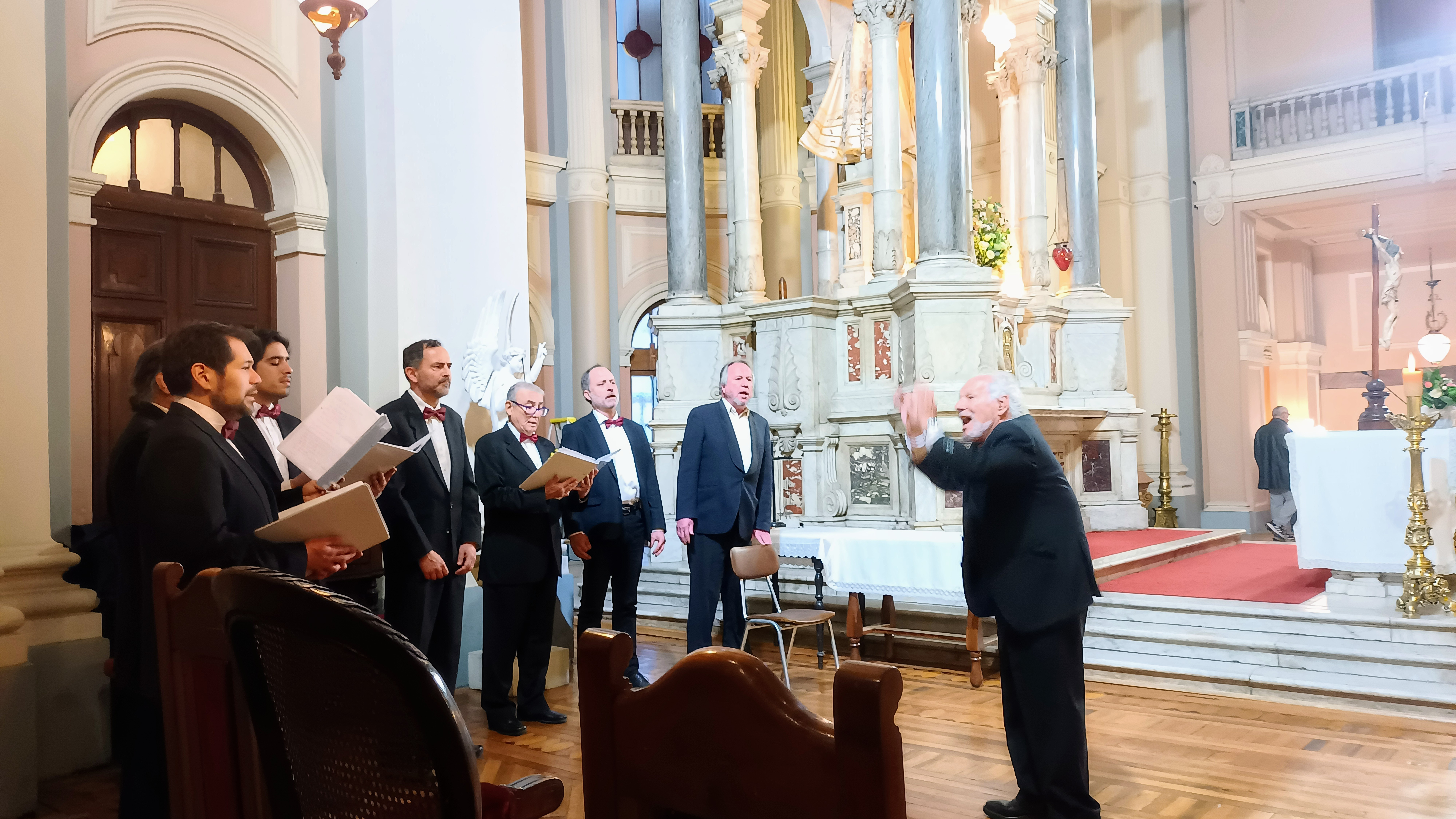
Frohsinn-Chor im 2023

Der Frohsinn Männerchor Chile ist ein chilenischer Männerchor, der 1885 von der deutschen Minderheit in Santiago, gegründet wurde. Es ist der älteste chilenische Chor, der bis heute aktiv ist. Der Chor ist Mitglied im Verband chilenisch-deutscher Chöre.

## Geschichte
Am 5. Januar 1885 traf sich in der chilenischen Hauptstadt eine Gruppe von Männern deutscher Herkunft, sowohl deutsche Auswanderer als auch deren Nachkommen, um den Deutschen Gesangverein Frohsinn zu gründen. Der Gruppe ging es darum, die deutsche Sprache und Kultur durch kulturelle Identität zu bewahren und eine Möglichkeit zu schaffen, diese Kultur durch Chorgesang in einem mehrheitlich spanischsprachigen Land zu verbreiten. Der erste Vorsitzende des Chores wurde Robert Strickler ernannt und der erste Chorleiter war der Organist und Professor Pablo Gaedecke, der auch der lutherischen Kirche in Santiago diente.
Das Repertoire des Chores ist vielfältig und umfasst eine Mischung aus deutschsprachiger Musik, darunter Werke deutscher klassischer und geistlicher Musik sowie deutscher Volksmusik und andere Arten von Liedern. Später umfasste die Chorgruppe als Zeichen der Integration auch Werke chilenischer Folklore auf Spanisch. Ebenso sind für den Eintritt in den Chor lediglich Kenntnisse der deutschen Sprache erforderlich, die Zugehörigkeit zu einer ethnischen Gruppe germanischer Herkunft ist nicht zwingend erforderlich.

## Darbietungen
Der Chor beteiligt sich aktiv an Veranstaltungen und Aktivitäten der deutschen Gemeinschaft in Chile sowie an anderen Gelegenheiten der Chorbeteiligung. Sie traten sich bei den Frutillarer Musikwochen auf, einem der berühmtesten Festivals für klassische Musik des Landes. 2017 der Frohsinn-Chor nahm auch an den Aktivitäten der Feierlichkeiten zum 500-jährigen Reformationsjubiläum in Chile teil. Der Chor führt wöchentlich Proben in der Zentrale der 15. Feuerwehrkompanie Stadt Santiago durch. Dort treten sie auch regelmäßig zu verschiedenen Anlässen auf, beispielsweise zu Weihnachtsliederkonzerten.